# Kenneth Fraser
Kenneth Fraser, né le 17 octobre 1917 à Dundee et mort le 1er juin 2005 dans la même ville, est un agriculteur et un homme politique québécois.
Il est député de Huntingdon à l'Assemblée nationale du Québec pour le Parti libéral de 1966 à 1976.